# Baldur Heckel
Baldur Heckel (* 6. März 1941 in Graz; † 12. Mai 2010) war ein österreichischer Techniker und langjähriger Obmann des steirischen Sängerbundes.

## Leben und Wirken
Heckel absolvierte ein Maschinenbaustudium an der Technischen Universität Graz und war anschließend in leitenden Funktionen bei Steyr Daimler Puch in Graz tätig. Er war federführend am Aufbau des Eurostar-Werkes, das Magna Steyr übernahm, und der Entstehung des Autocluster Steiermark beteiligt. Ab 1997 wurde Heckel mit einem Lehrauftrag an der Fachhochschule Joanneum betraut.
Seit 1991 war er Obmann des steirischen Sängerbundes; in dieser Funktion führte er die „Steirische Sänger- und Musikantentreffen“ ein, die zu den wichtigsten und bestbesuchten Volksmusikveranstaltungen der Steiermark wurden.

## Ehrungen
- Bürger der Stadt Graz (2009)[3]
- Großes Ehrenzeichen des Landes Steiermark (2008)